# Nikolai Kaixkin
Nikolai Kaixkin (rus: Николай Дмитриевич Кашкин)  (Vorónej, 27 de novembre de 1839 (Julià) - Kazan, 15 de març de 1920) va ser un crític de música rus, així com professor de piano i teoria de la música al conservatori de Moscou durant 33 anys (1866-96 i 1905-08).
Fill d'un llibreter de Voronezh, Kashkin era un músic autodidacta que havia començat a donar classes de piano quan tenia 13 anys. El 1860 va viatjar a Moscou per a perfeccionar els seus estudis de piano amb Alexandre Dubuque. Allà va conèixer H. A. Laroche, Nikolai Rubinstein i Pyotr Ilyich Tchaikovsky.
Va contribuir amb la crítica musical principalment al Registre rus (Русские ведомости) i al Registre de Moscou (Московские ведомости), de vegades amb el pseudònim de "Nikolai Dmitriev" (Николай Дмитриев). Com a crític, Kashkin faria un servei valuós en la promoció de la música de Txaikovski. Va ser ell qui va proporcionar l'epítet "Petit rus" per a la segona simfonia de Txaikovski. Txaikovski li va dedicar la cançó "Ni una paraula, oh amic meu", op. 6, núm. 2 (1869).
Caixkin va publicar les seves memoties sobre Txaikovski tres anys després de la mort del compositor.